# Lehmannia sarmizegetusae
Lehmannia sarmizegetusae is een slakkensoort uit de familie van de Limacidae. De wetenschappelijke naam van de soort is voor het eerst geldig gepubliceerd in 1970 door Grossu.